# Roberto Ceruti
Roberto Ceruti (Paderno Ponchielli, Província de Cremona, 10 de novembre de 1953) va ser un ciclista italià, que fou professional entre 1977 i 1987. El seu èxit més important fou una victòria d'etapa al Giro d'Itàlia de 1979, així com els triomfs finals al Giro de la Romanya i al Giro d'Úmbria.

## Palmarès
- 1975
  -  Campió d'Itàlia amateur en ruta
  - 1r al Circuit del Porto-Trofeu Arvedi
  - Vencedor d'una etapa a la Setmana Ciclista Bergamasca
- 1976
  - 1r al Gran Premi Guillem Tell i vencedor d'una etapa
- 1977
  - 1r al Giro de la Romanya
- 1978
  - Vencedor d'una etapa al Giro d'Itàlia
- 1980
  - 1r al Giro d'Úmbria
- 1984
  - 1r al Gran Premi Ciutat de Camaiore

### Resultats a la Volta a Espanya
- 1983. 23è de la classificació general
- 1984. 37è de la classificació general

### Resultats al Giro d'Itàlia
- 1977. 60è de la classificació general
- 1979. 27è de la classificació general. Vencedor d'una etapa
- 1980. 17è de la classificació general
- 1981. 35è de la classificació general
- 1982. 21è de la classificació general
- 1983. 47è de la classificació general
- 1985. 21è de la classificació general
- 1986. 48è de la classificació general

### Resultats al Tour de França
- 1979. No surt (10a etapa)